# Placa comemorativă a domnitorului Mihai Viteazul (Chișinău)
Placa comemorativă a domnitorului Mihai Viteazul este o placă comemorativă amplasată pe bd. Ștefan cel Mare în Chișinău, Republica Moldova. A fost un monument de artă și istoric de importanță națională inclus în Registrul monumentelor Republicii Moldova ocrotite de stat cu nr. 315 (municipiul Chișinău), până la excluderea acestuia în 2018. Datează din 1992.